# Aloe forbesii
Aloe forbesii ist eine Pflanzenart der Gattung der Aloen in der Unterfamilie der Affodillgewächse (Asphodeloideae). Das Artepitheton forbesii ehrt den schottischen Naturforscher und Sammler Henry Ogg Forbes.

## Beschreibung

### Vegetative Merkmale
Aloe forbesii wächst stammlos oder kurz stammbildend, ist einfach oder bildet kleine Gruppen. Die 16 bis 20 lanzettlich spitz zulaufenden Laubblätter bilden dichte Rosetten. Die trübgrüne Blattspreite ist 25 Zentimeter lang und 6 bis 7 Zentimeter breit. Die hellen Zähne am Blattrand sind 0,5 bis 1 Millimeter lang und stehen 4 bis 8 Millimeter voneinander entfernt.

### Blütenstände und Blüten
Der Blütenstand besteht aus fünf oder mehr Zweigen und erreicht eine Länge von 60 bis 80 Zentimeter. Die lockeren, zylindrischen Trauben sind 10 bis 25 Zentimeter lang und 5 Zentimeter breit. Die Brakteen weisen eine Länge von 3 bis 4 Millimeter auf und sind 1,5 Millimeter breit. Die Blüten sind im unteren Drittel hell scharlachrot und werden darüber gelblich. Sie stehen an 10 bis 12 Millimeter langen Blütenstielen. Die Blüten sind 22 bis 24 Millimeter lang und an ihrer Basis kurz verschmälert. Oberhalb des Fruchtknotens sind die Blüten verengt und dann zur Mündung erweitert. Ihre äußeren Perigonblätter sind auf einer Länge von etwa 6 bis 7 Millimetern nicht miteinander verwachsen. Die Staubblätter und der Griffel ragen 2 Millimeter aus der Blüte heraus.

### Genetik
Die Chromosomenzahl beträgt {\displaystyle 2n=14}.

## Systematik und Verbreitung
Aloe forbesii ist auf Sokotra verbreitet.
Die Erstbeschreibung durch Isaac Bayley Balfour wurde 1903 veröffentlicht.

## Nachweise